# بوشیدو سیکستین
بوشیدو سیکستین (به ژاپنی: 武士道シックスティーン, Bushidō Shikkusutīn) رمانی است از هوندا تتسویا در سال ۲۰۰۷. در فیلمی به کارگردانی فرومایا تومویوکی از این رمان اقتباس شده‌است. آندو جیرو اقتباسی از این رمان به سبک مانگا ایجاد کرده‌است.